# Soufrière (fleuve)
Pour les articles homonymes, voir Soufrière.
Le Soufrière est un fleuve de Sainte-Lucie.

## Description

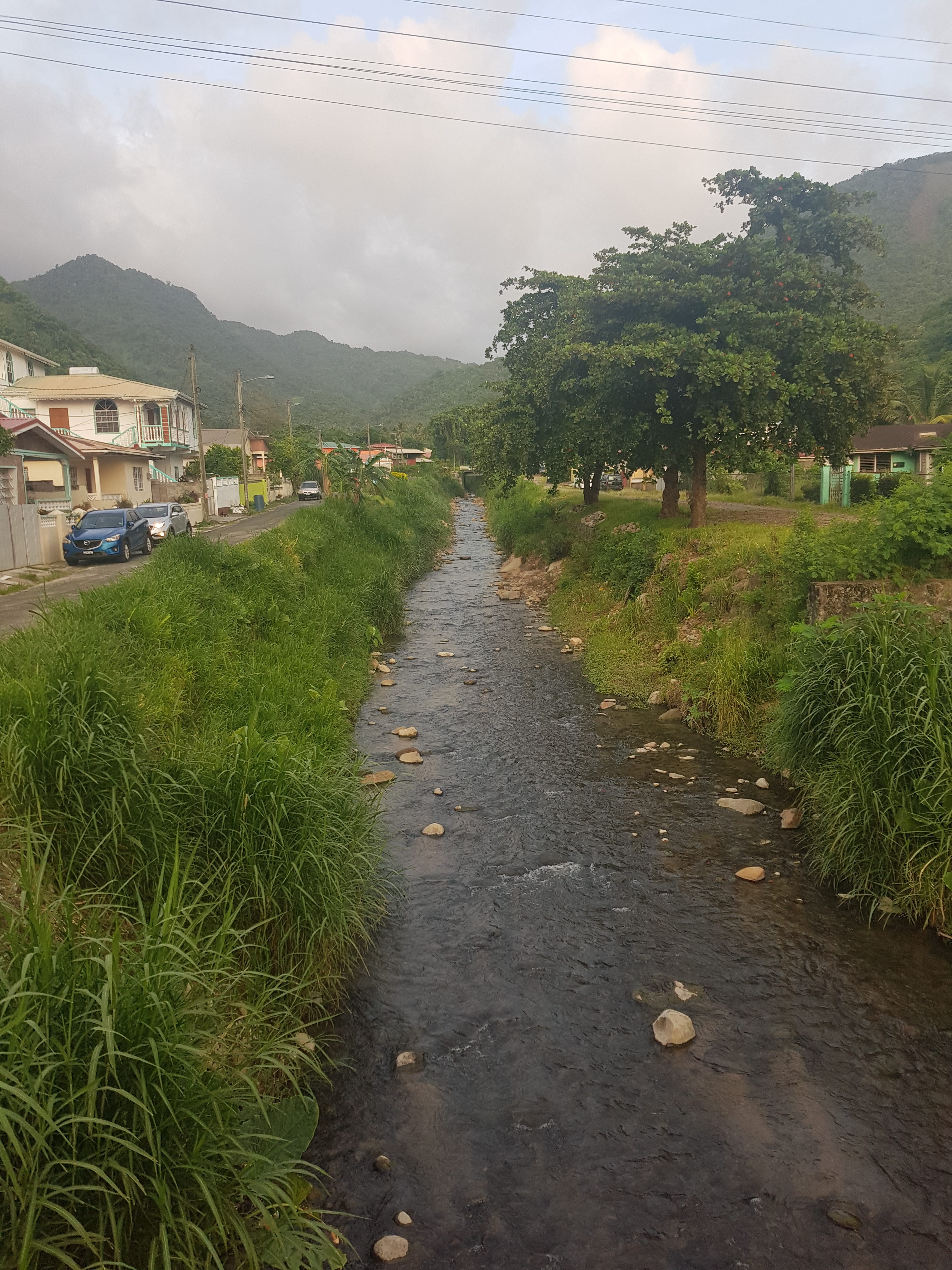
Le Soufrière à Soufrière

Situé dans le district de Soufrière, il se jette dans la baie de Soufrière, à Soufrière, en mer des Caraïbes. 
Une section de la rivière au-dessus de la ville de Soufrière, a été canalisée et réalignée en 1972 et en 1994. Le fleuve a pour affluents les rivières Jeremy et Migny.